# 馮忠
馮忠（1438年—1502年），字原孝，號松樵，浙江寧波府慈谿縣人，民籍，明朝政治人物。進士出身。

## 生平
早年出身國子生，成化四年（1468年）浙江鄉試中八十一名舉人。成化十四年（1478年）中式戊戌科進士第二甲第七十一名。官刑部主事，升员外郎，出为扬州知府，政简而肃。转彰德知府，修复韩魏公(韩琦)祠，著文以纪。

## 著作
有《松樵集》。

## 家族
曾祖父馮勝。祖父馮子強。父亲馮頤。